# Staurastrum wildemanii
Staurastrum wildemanii là một loài Song tinh tảo trong họ Desmidiaceae, thuộc chi Staurastrum.